# Dicliptera laxata
Dicliptera laxata är en akantusväxtart som beskrevs av C. B. Cl.. Dicliptera laxata ingår i släktet Dicliptera och familjen akantusväxter. Inga underarter finns listade i Catalogue of Life.